# Adsorpcja wielowarstwowa
Adsorpcja wielowarstwowa (adsorpcja poliwarstwowa) to zjawisko lub proces adsorpcji w którym adsorbat na powierzchni adsorbentu jest gromadzony w postaci warstwy grubszej niż rozmiary pojedynczej cząsteczki adsorbatu, tzw. wielowarstwy (poliwarstwy). Siły adsorpcyjne (adhezja - siły dyspersyjne w adsorpcji fizycznej oraz wiązania chemiczne w adsorpcji chemicznej, chemisorpcji) działające pomiędzy adsorbatem i powierzchnią adsorbentu lub na granicy faz są odpowiedzialne za adsorpcję monowarstwową. Kolejne warstwy adsorbatu mogą ulec adsorpcji na zaadsorbowanych cząsteczkach adsorbatu głównie dzięki siłom kohezji odpowiedzialnym za kondensację pary w ciecz.
Podstawową wielowarstwową izotermą adsorpcji jest izoterma BET (w wersji dla nieskończonej ilości warstw adsorpcyjnych oraz wersji ograniczonej dla n-warstw) oraz jej nowsze modyfikacje, jak izoterma BDDT, izoterma LGD czy izoterma Sircara. Raczej historyczne znaczenie ma izoterma Hüttiga. 
W izotermach tych kluczową rolę odgrywa tzw. ciśnienie względne, czyli stosunek ciśnienia i ciśnienia pary nasyconej określający "odległość" układu adsorpcyjnego od warunków naturalnej kondensacji pary cieczy.